# برتسدورف-هورنیتس
برتسدورف-هورنیتس (به آلمانی: Bertsdorf-Hörnitz) یک شهر در آلمان است که در گورلیتس واقع شده‌است. برتسدورف-هورنیتس ۲٬۵۰۳ نفر جمعیت دارد.